# 曽根春翠堂
曽根春翠堂（そねしゅんすいどう）は、日本の東京・神田で1902年に創業したカメラメーカーである。
レンズは子会社の東京カメラワークスがフランスから輸入しテスター（Testar ）と称して販売していたが、カール・ツァイスから「テッサーと名称が似ている」との抗議を受け、1927年モデラー（Modelar ）と改称した。

## カメラ製品一覧
- アダム（Adam 、1918年発売） - 手札四裁（4×5cm）判のボックスカメラ。シャッターはなくレンズキャップの着脱により露光する。
- スイート[2][3]（1918年発売） - 手札四裁判。このカメラのヒットより日本では手札四裁判を「スイート判」とも称するようになった[1]。
- スピード・レフレックス（Speed Reflex 、1919年発売） - 栗林写真工業（後のペトリカメラ）が製造したレフレックスカメラ。アトム判、名刺判、手札判がある。ソロントン・ピッカードのルビーレフレックスやマリオンのソホ・レフレックス、ホートンのエンサイン・レフレックスに類似したカメラ。
- トキオスコープ（Tokioscope 、1921年発売） - フランスのジュール・リシャールのグリフォスコープ（Glyphoscope ）をまねたステレオカメラ[2][3]。手札判を横に切った4×10.5cm判[2]。
- アポロ[2]（1923年発売） - 大名刺判高級ハンドカメラ[3]。
- セクレット（Secrette 、1924年[4]発売） - ブロックのフィジオグラフ、コンテッサ・ネッテルのアルグスやエルゴをまねたカメラ。レンズは固定焦点単玉[1]。手札四裁判[3]とアトム判[1]がある。
- アルファ（1920年前後[2]） - 手札四裁判のカメラ[3]。
- モナーク（1920年前後[2]） - ツァイス・イコンのゾンネットをまねたアトム判のカメラ[3]。
- コンベックス（1920年前後[2]） - 一眼レフカメラ。写真乾板。イタリア製で当時日本にも輸入されたミュラーレフレックスのコピー品であった[5]。